# 邳州市中医院
邳州市中医院，是中国江苏省的一所医院，为二级甲等医院，位于邳州市人民路20号。

## 规模
邳州市中医院总床位190张，日门诊量160人次。